# كم غيو جونغ
كِم كْيُو جُونْغ ((هانغل: 김규종; هانجا: 金奎鐘); ولد في 24 فبراير, 1987) من كوريا الجنوبية وهو مغني، ممثل, راقص وعضو في فرقة الفتيان دبل إس فايف أو ون.وبعد انتهاء عقد الفرقة مع الشركة التحق كيم كيو جونغ بالجيش.
و في يوليو عام 2012 كيم كيو جونغ قبل في الجيش وتم تجنيده للخدمة في جيونجو .

## روابط خارجية
- كم غيو جونغ على موقع IMDb (الإنجليزية)
- كم غيو جونغ على موقع ميوزك برينز (الإنجليزية)
- كم غيو جونغ على موقع ديسكوغز (الإنجليزية)